# Constitució de l'Any I

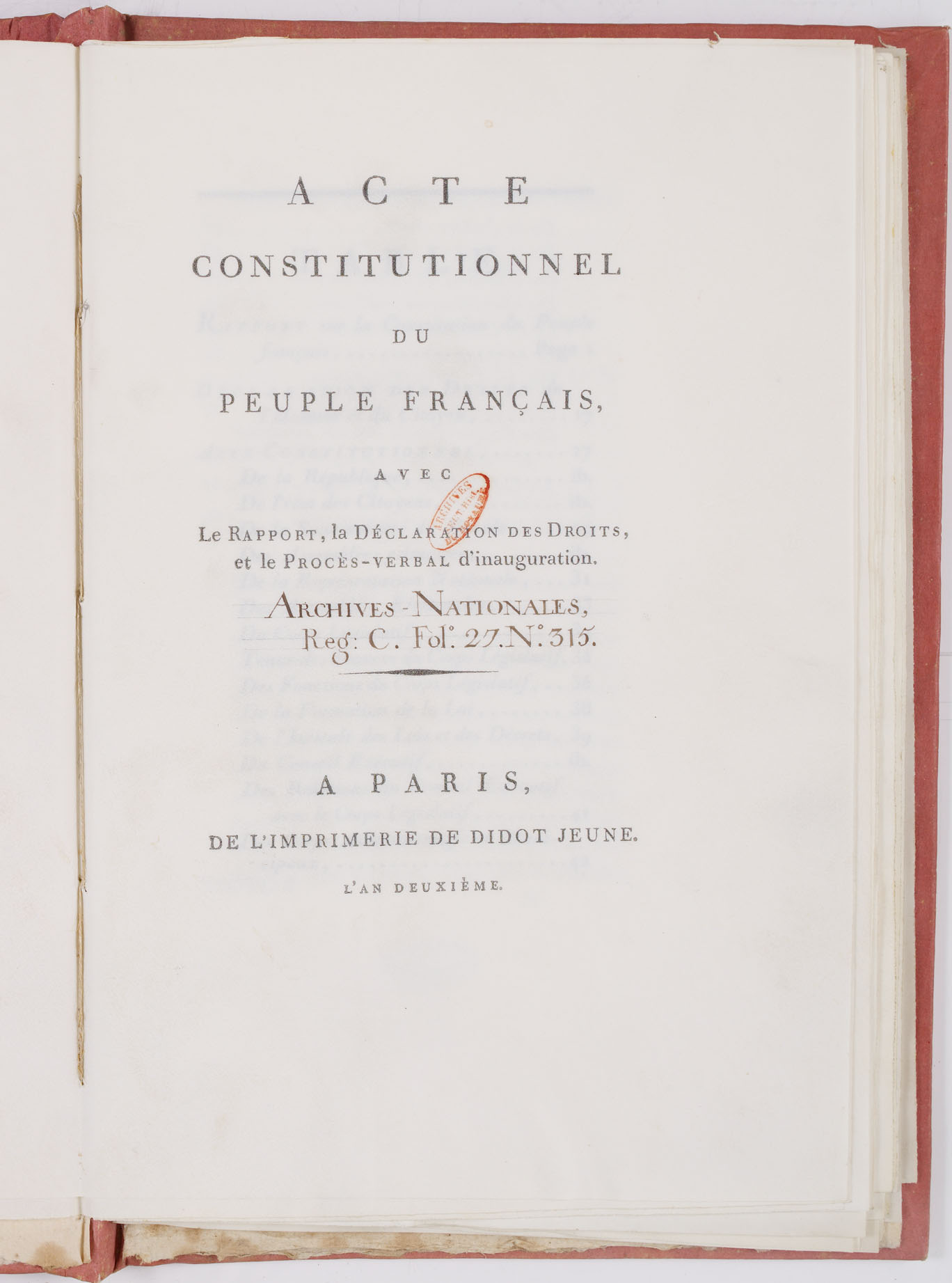
Constitució de l'Any I

La Constitució francesa de 1793, també coneguda com la Constitució de l'Any I, o la Constitució dels montagnards, va ser creada pels jacobins, basada en la democràcia social: sobirania popular, sufragi universal directe i atenció preferent al dret a l'existència. Aprovada per aclamació el 24 de juny de 1793, mai va arribar a entrar en vigor i fou definitivament descartada el 10 de maig de 1795 ("21è floreal").
El govern que va succeir a la seva promulgació va ser presidit per Robespierre i inclou entre els drets de l'home i del ciutadà el tan discutit dret de rebel·lió, a conseqüència de tots els altres drets.
La Constitució de 1793, és una peça magistral del racionalisme il·lustrat francès de característiques revolucionàries que declara els drets de l'home. L'1 de juny de 1793 es va produir la purga de la convenció i diversos diputats i ministres girondins són depurats. Els montagnards que dominaven als jacobins, havia aconseguit prendre el control de la convenció.
Una nova Declaració dels Drets de l'Home i del Ciutadà precedia la Constitució francesa de 1793 votada per la convenció el 24 de juny d'aquest any. D'aquesta manera, la nova declaració, basada en el Dret natural, instaurava el sufragi universal masculí, proclamava la llibertat econòmica i completava el dret de resistència a l'opressió amb el dret de rebel·lió. Reconeixia també els drets a l'educació, al treball i a l'assistència pública. Instaura la divisió dels poders executius, legislatius i jurídics.
"El poble francès, convençut que l'oblit i el menyspreu dels drets naturals de l'home, són les úniques causes de les desgràcies del món, ha resolt exposar en una declaració solemne, aquests drets sagrats i inalienables, perquè tots els ciutadans, podent comparar en tot moment els actes del govern amb la finalitat de tota institució social, no es deixin mai oprimir ni envilir per la tirania, perquè el poble tingui sempre davant els seus ulls les bases de la seva llibertat i de la seva felicitat, el magistrat la regla dels seus deures, el legislador l'objecte de la seva missió. En conseqüència, proclama en presència de l'Ésser suprem, la declaració dels drets de l'home i del ciutadà."-
Primer paràgraf de la constitució de 1973, creada per jacobins.
La constitució consta de 24 apartats, i està dividida en 124 articles diferents.